# Тайпин (Фусинь)
Тайпи́н (кит. упр. 太平, пиньинь Tàipíng) — район городского подчинения городского округа Фусинь провинции Ляонин (КНР).

## История
В 1919 году японская компания начала в Суньцзявань добычу угля. Во времена марионеточного государства Маньчжоу-го эти места стали одним из важнейших районов угледобычи.
В 1952 году в городе Фусинь был образован Район № 2, власти которого разместились в Суньцзявань. В 1955 году Район № 2 был переименован в Суньцзявань (孙家湾区). В 1956 году район Суньцзявань был переименован в Тайпин.

## Административное деление
Район Тайпин делится на 5 уличных комитетов и 1 посёлок.

## Соседние административные единицы
Район Тайпин граничит со следующими административными единицами:
- Район Хайчжоу (на северо-западе)
- Район Синьцю (на северо-востоке)
- Район Сихэ (на западе и юге)
- Фусинь-Монгольский автономный уезд (на севере и юго-востоке)